# 서울항동지구
서울항동지구는 대한민국 서울특별시 구로구에 위치한 택지지구이다. 택지지구는 법정동상으로 항동, 행정동상으로 항동에 속한다. 행정구역상으로는 서울특별시 구로구에 속하나, 실질적으로는 구로구와 경기도 부천시의 경계에 있다.